# 賈斯特冠鰈
賈斯特冠鰈為輻鰭魚綱鰈形目鰈亞目冠鰈科的其中一種，為熱帶海水魚，分布於西太平洋新喀里多尼亞Chesterfield及Bellona海底平原，棲息深度169-225公尺，體長可達5.9公分，棲息在底層水域，生活習性不明。